# Ján Novák
Ján Novák (* 6. března 1985 Trebišov, Československo) je slovenský fotbalový útočník a bývalý reprezentant, od ledna 2018 hráč klubu FK Slavoj Trebišov. Byl nejlepším střelcem slovenské první ligy za sezonu 2007/08. Mimo Slovensko působil na klubové úrovni ve Francii.

## Klubová kariéra

### Slavoj Trebišov
Svoji fotbalovou kariéru začal ve Slavoji Trebišov. V roce 2004 se propracoval do první týmu Trebišova, za který nastupoval dva roky.

### MFK Košice
V létě 2006 přestoupil do MFK Košice. V sezóně 2007/08 se fotbalista stal se 17 góly nejlepším střelcem slovenské ligy. Povedený byl pro hráče i ročník 2009/10, ve kterém nastřílel ve 29 utkáních 12 gólů. Během svého angažmá v Košicích se třikrát trefil proti AS Řím v konfrontaci v Evropské lize. Za mužstvo během svého působení vsítil 45 branek ve 112 střetnutích.

### Tours FC (hostování)
Před jarní částí sezony 2010/11 odešel na hostování do francouzského Tours FC, kde během půl roku kvůli zranění nenastoupil k žádnému zápasu.

### MŠK Žilina
V lednu 2012 přestoupil Novák do MŠK Žilina, kde podepsal smlouvu do roku 2014. Se Žilinou vyhrál v roce 2012 ligový titul i slovenský fotbalový pohár. Za klub nastoupil k 11 střetnutím, v kterých jednou rozvlnil síť.

### MFK Košice (hostování)
V létě 2012 se po nepovedeném půl roku v Žilině vrátil do Košic, kde měl vyřízené hostování do konce podzimní části ročníku. V Košicích navázal na povedené sezony a vstřelil během podzimu 5 gólů ve 13 utkáních. Po vypršení hostování měl klub zájem hráče udržet, ale fotbalista se vrátil do Žiliny, která mu oznámila, že si může hledat nové angažmá.

### 1. FC Tatran Prešov
V zimním přestupovém období sezony 2012/13 zamířil do Tatranu Prešov, kde jako volný hráč podepsal kontrakt na tři roky. S týmem v průběhu jarní části bojoval o záchranu, který nedopadla pro klub dobře a Prešov sestoupil do 2. ligy. V celku byl následně přeřazen do rezervy.

### MFK Košice (druhé hostování)
V říjnu 2013 se vrátil podruhé do MFK Košice, kam odešel hostovat do konce ročníku. V sezóně 2013/14 vyhrál s Košicemi slovenský fotbalový pohár, ve finále 1. května 2014 jeho mužstvo porazilo ŠK Slovan Bratislava 2:1. Ve finále však kvůli svalovému zranění nenastoupil. V neúplné sezoně 2013/14 odehrál 17 střetnutí, ve kterých nastřílel 4 góly. Před ročníkem 2014/15 prodloužil hostování v klubu o rok. Díky triumfu v poháru hrál s Košicemi ve 2. předkole Evropské ligy UEFA 2014/15 proti FC Slovan Liberec. Celkem za tým odehrál 37 střenutí, v nichž dal 9 branek.

### TJ Iskra Borčice
V červenci 2015 Přešov definitivně opustil a odešel do klubu TJ Iskra Borčice, tehdejšího nováčka 2. slovenské ligy, kde se dohodl na půlročním angažmá. V prvním ligovém kole 1. srpna 2015 potvrdil renomé kanonýra, vstřelil dva góly a Iskra vyhrála poměrem 4:1 nad FK Dukla Banská Bystrica.

### Slavoj Trebišov (návrat)
V lednu 2018 se rozhodl pro návrat do mateřského klubu FK Slavoj Trebišov ve druhé slovenské lize.

## Reprezentační kariéra
Novák debutoval v A-týmu Slovenska 20. května 2008 v německém Bielefeldu v přátelském utkání proti Turecku (porážka 0:1), dostal se na hřiště v závěru utkání (v nastaveném čase střídal Martina Petráše). Za slovenský národní tým odehrál v letech 2008–2009 celkem čtyři zápasy (bez vstřeleného gólu). Do všech zápasů naskakoval jako střídající hráč.
Reprezentační zápasy Jána Nováka v A-mužstvu Slovenska
| Záp. | Datum        | Místo      | Domácí    | Výsledek | Hosté      | Soutěž                 | Minuty | Góly |
| ---- | ------------ | ---------- | --------- | -------- | ---------- | ---------------------- | ------ | ---- |
| 01.  | 20. 5. 2008  | Bielefeld  | Turecko   | 1:0      | Slovensko  | přátelský zápas        | 1'     | 0    |
| 02.  | 6. 6. 2009   | Bratislava | Slovensko | 7:0      | San Marino | kvalifikace na MS 2010 | 45'    | 0    |
| 03.  | 10. 10. 2009 | Bratislava | Slovensko | 0:2      | Slovinsko  | kvalifikace na MS 2010 | 6'     | 0    |
| 04.  | 14. 10. 2009 | Chorzów    | Polsko    | 0:1      | Slovensko  | kvalifikace na MS 2010 | 22'    | 0    |
|      |              |            |           |          |            | 4 zápasy               | 73'    | 0    |